# Willy Mairesse
Willy Mairesse, född 1 oktober 1928 i Momignies, död 2 september 1969 i Ostende, var en belgisk racerförare som körde både Formel 1 och sportvagnsracing.

## Racingkarriär
Mairesse tävlade första gången tillsammans med en kamrat i Liège-Rom-Liège-loppet 1953 i en Porsche 356. Han tävlade sedan i en egen Peugeot 203 1954 och 1955, då han vann 1300cc-klassen. Året efter körde han en Mercedes 300 SL och slutade då trea i GT-loppet som var supportrace till Tysklands Grand Prix. När Han senare vann Liège-Rom-Liège uppmärksammades han av racingstallet Equipe Nationale Belge, som ägdes av racerföraren och Ferrari-importören Jacques Swaters.
Mairesse körde för Equipe Nationale Belge i sportvagnar 1957-1959 utan större framgång men han kom tvåa i Reims 12-timmars i en Ferrari Berlinetta. Han uppmärksammades dock av Enzo Ferrari, som kontrakterade honom för formel 1-stallet Ferrari inför säsongen 1960. Mairesse gjorde sin Formel 1 debut i en Ferrari D 246 på Spa Francorchamps i Belgiens Grand Prix samma år och slogs om sjätte plats med engelsmannen Chris Bristow när Bristow förlorade kontrollen vid Malmedy, kastades ur bilen och omkom. På Monza i Italiens GP 1960 kom han på tredje plats i en Ferrari D 246 och på Le Mans 1961 tog han en andraplats i en Ferrari 250 med Mike Parkes. 1962 vann han Targa Florio tillsammans med Olivier Gendebien och Ricardo Rodriguez i en Ferrari Dino 246 SP. 1963 vann han Nurburgring 1000 med John Surtees i en Ferrari 250 P. Vid Tysklands GP i Adenau 1963 kraschade han på första varvet i en Ferrari 156 vid Flugplatz, hans bil slog runt, ett hjul lossnade från hans bil vilket träffade och dödade en ung ambulanssjukvårdare och Mairesse blev själv svårt skadad i ena armen. Mairesse återkom efter konvalescens 1965 och körde in på en tredjeplats i Le Mans tillsammans med Jean Blaton i en Ferrari 275 GTB. 1966 vann han Targa Florio igen i en Porsche 906 med Herbert Muller. Mairesse sista betydande resultat kom på Le Mans 1967 då han körde in på en tredjeplats med Jean Blaton i en Ferrari 330 P4. Han började därefter att bygga upp en egen affärsverksamhet och drog ner på sitt tävlande. 1968 ställde Mairesse upp i Le Mans med Jean Blaton i en Ford GT 40 men kraschade redan på första varvet då förardörren på bilen flög upp på Mulsannerakan i 300 km/h. Dörren hade troligen låsts ofullständigt vid den klassiska Le Mans starten då många av förarna som sprang över startbanan till bilarna som stod snett parkerade vid depåerna ofta inte ansåg sig ha tid att spänna fast sig med fyrpunktsbältena eller kontrollera att förardörren var ordentligt låst innan de körde iväg. Mairesse kastades ur bilen utan att ha varit fastspänd, skadades svårt och föll i koma i två veckor innan han vaknade upp. Han återhämtade sig aldrig riktigt från sina skador vilket gjorde honom oförmögen att tävla mer och han begick självmord på ett hotellrum året därpå i staden Ostend i Belgien. 

## Noter

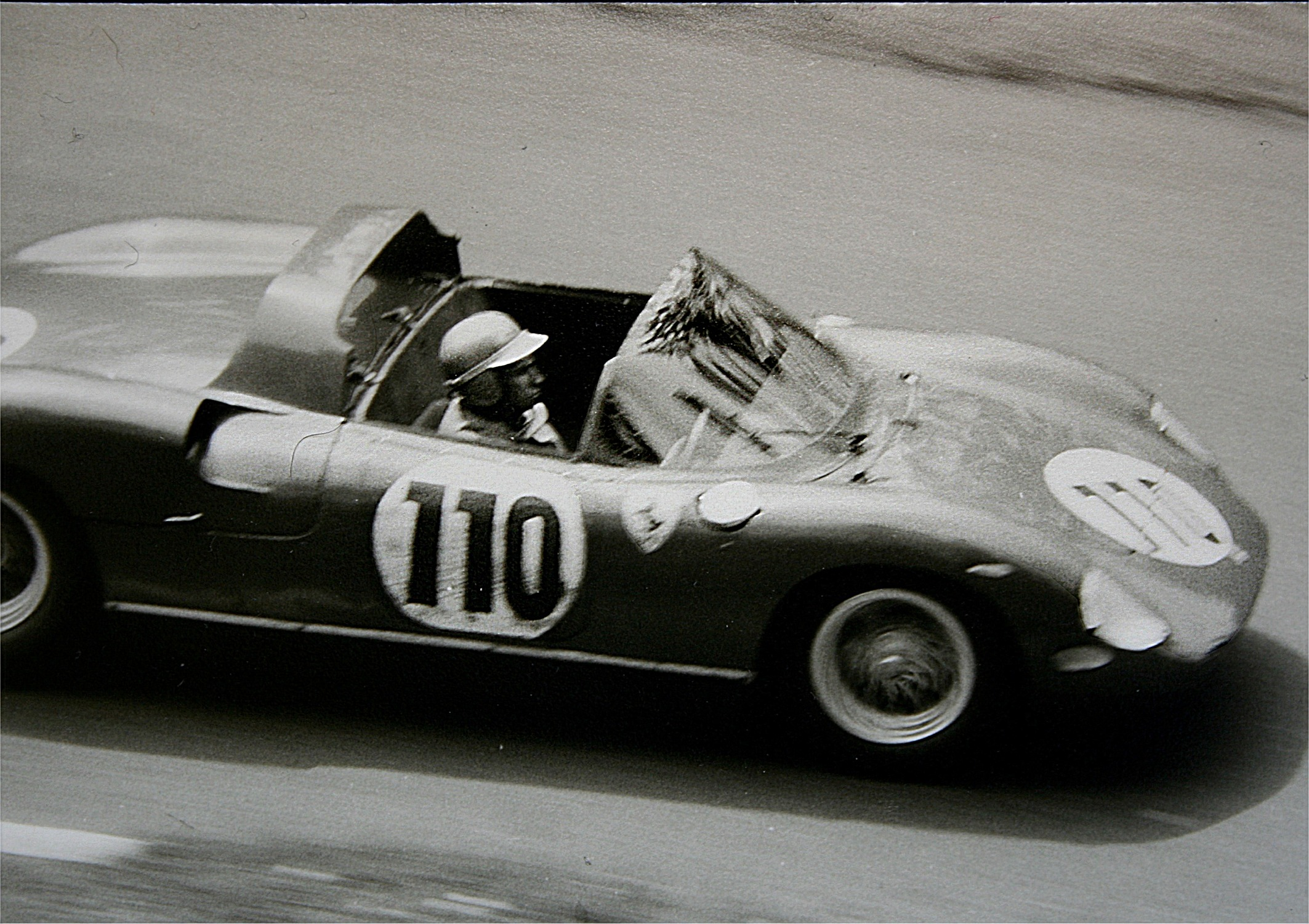
Willy Mairesse i en Ferrari 250 P på Nürburgring 1963.

## F1-karriär
| Säsong | Stall/Tillverkare                       | Poäng | Placering |
| ------ | --------------------------------------- | ----- | --------- |
| 1960   | Ferrari                                 | 4     | 16        |
| 1961   | ENB (Lotus-Climax) Lotus-Climax Ferrari | 0     | –         |
| 1962   | Ferrari                                 | 3     | 14        |
| 1963   | Ferrari                                 | 0     | –         |
| 1965   | Scuderia Centro Sud (BRM)               | 0     | –         |